# 106P/Schuster
La cometa Schuster, formalmente 106P/Schuster, è una cometa periodica. Scoperta il  9 ottobre 1977 è stata numerata definitivamente in seguito alla sua riscoperta avvenuta il 28 luglio 1992 .
Caratteristica orbitale di questa cometa è di avere una piccola MOID col pianeta Marte, fatto che ha portato la cometa l'11 settembre 1992 a meno di 15 milioni di km dal pianeta.